# Willi Forst
Willi Forst (7 de abril de 1903 – 11 de agosto de 1980) fue un actor, guionista, director y productor cinematográfico y cantante austriaco. Como actor fue muy querido por el público de lengua alemana, y como director, uno de los más significativos de los melodramas musicales y comedias vienesas rodadas en la década de 1930 y conocidas como Cine Vienés. A partir de mediados de los años treinta también grabó numerosos discos, principalmente canciones vienesas sentimentales (Wienerlied), para el sello Odeon Records propiedad de Carl Lindström Company.

## Biografía
Nacido en Viena, Austria Hungría en aquella época, su verdadero nombre era Wilhelm Anton Frohs, y su padre era el artista vienés Wilhelm Frohs.
Su primer papel de importancia lo interpretó junto a Marlene Dietrich en el film mudo Café Elektric en 1927. Sin embargo, fue sobre todo conocido por sus actuaciones en musicales ligeros, gracias a los cuales rápidamente se convirtió en una estrella. En la década de 1930 desarrolló el género del Cine Vienés con el guionista Walter Reisch, empezando con el melodrama sobre Franz Schubert Leise flehen meine Lieder (1933), el cual aportó al actor Hans Jaray un papel que se convirtió en icono, y Maskerade (1934), que le dio la fama como director y que lanzó a Paula Wessely al estrellato internacional. En 1937 fundó su propia compañía cinematográfica, Willi Forst-Film, y consideró la posibilidad de mudarse a Hollywood ese mismo año.
Tras la anexión de Austria en 1938, fue cortejado por las autoridades Nazis, pero consiguió evitar las posturas políticas abiertas, concentrándose enteramente en el opulento período musical por el cual consiguió la fama, y que fue muy demandado durante la Segunda Guerra Mundial. Durante los siete años de mandato Nacional Socialista en Austria solo hizo cuatro películas, ninguna de ellas de tema político, y consideradas como las mejores y más clásicas del género del Cine Vienés.
Una vez finalizada la guerra tuvo, comparativamente, poco éxito, a excepción del film Die Sünderin (1950), protagonizado por Hildegard Knef, y que provocó un escándalo por las protestas de la Iglesia católica a causa de un desnudo de la actriz, el primero visto en una cinta de habla alemana. En 1957 dio a la actriz Senta Berger su primer papel, y ese mismo año dirigió la que fue su última película, Wien, du Stadt meiner Träume, tras la cual se retiró de la industria, sugiriendo que su estilo ya estaba pasado de moda.
Posteriormente a la muerte de su esposa en 1973, él vivió recluido en su domicilio en el Cantón del Tesino, en Suiza. Willi Forst falleció a causa de un cáncer en Viena en 1980, y fue enterrado en Neustift am Walde, en Viena.

## Filmografía

### Como actor
| - 1922 Sodom und Gomorrha - 1922 Oh, du lieber Augustin - 1922 Der verwechselte Filmstar - 1923 Lieb' mich und die Welt ist mein - 1927 Die elf Teufel - 1927 Café Elektric - 1927 Die drei Niemandskinder - 1928 Amor auf Ski - 1928 Ein besserer Herr - 1928 Ein Tag Film - 1928 Folly of Love - 1928 Die blaue Maus - 1928 Liebfraumilch - 1929 Der Sträfling aus Stambul - 1929 Die Lustigen Vagabunden - 1929 Fräulein Fähnrich - 1929 Atlantik (su primer film sonoro); Poldi, con Fritz Kortner - 1929 Die Frau, die jeder liebt, bist du! | - 1929 The White Roses of Ravensberg (1929) - 1929 Gefahren der Brautzeit - 1929 Katharina Knie - 1930 Das Lied ist aus - 1930 Der Herr auf Bestellung - 1930 Ein Burschenlied aus Heidelberg - 1930 Ein Tango für Dich - 1930 Petit officier… Adieu! - 1930 Zwei Herzen im Dreiviertel Takt - 1931 Der Raub der Mona Lisa, Vicenzo Peruggia, con Gustaf Gründgens y Roda Roda - 1931 Die Lustigen Weiber von Wien - 1932 Der Prinz von Arkadien - 1932 Ein blonder Traum - 1932 So ein Mädel vergisst man nicht - 1932 Peter Voss, der Millionendieb - 1933 Ihre Durchlaucht, die Verkäuferin |

### Como director
| - 1933 Leise flehen meine Lieder (guion y dirección) - 1933 Brennendes Geheimnis - 1934 Ich kenn' dich nicht und liebe dich - 1934 So endete eine Liebe - 1934 Maskerade - 1935 Königswalzer - 1935 Mazurka - 1936 Burgtheater - 1936 Allotria - 1937 Capriolen - 1937 Serenade - 1938 Es leuchten die Sterne - 1939 Ich bin Sebastian Ott - 1939 Bel Ami, dirección e interpretación (Georges Duroy) - 1940 Operette, dirección e interpretación (Franz Jauner) - 1942 Wiener Blut - 1944 Hundstage - 1944 Ein Blick zurück | - 1945 Wiener Mädeln, dirección e interpretación (Carl Michael Ziehrer) - 1947 Der Hofrat Geiger - 1948 Die Frau am Weg - 1948 Das Kuckucksei - 1949 Die Stimme Österreichs - 1951 La pecadora - 1950 Herrliche Zeiten - 1951 Es geschehen noch Wunder - 1952 Alle kann ich nicht heiraten - 1952 The White Horse Inn - 1954 Bei Dir war es immer so schön - 1954 Weg in die Vergangenheit, dirección e interpretación (Clemens) - 1955 Die Drei von der Tankstelle - 1955 Ein Mann vergisst die Liebe - 1956 Kaiserjäger - 1957 Die unentschuldigte Stunde - 1957 Wien, du Stadt meiner Träume |

## Premios y distinciones
Festival Internacional de Cine de Venecia
| Año  | Categoría            | Película       | Resultado |
| ---- | -------------------- | -------------- | --------- |
| 1942 | Premio de la Bienale | Sangre vienesa | Ganador   |

- Bundesfilmpreis en 1968 por su trayectoria artística